# Xenopoecilus sarasinorum
Xenopoecilus sarasinorum é uma espécie de peixe da família Adrianichthyidae.
É endémica da Indonésia.